# Big Warsaw Band
Big Warsaw Band – polski zespół muzyczny, potem orkiestra.
Big band ten powstał latem 1983 roku w Warszawie. Inicjatorem założenia grupy był Stanisław Fiałkowski. W 1984 przekształcił się w orkiestrę zawodową.
Występował z własnym repertuarem (m.in. na Old Jazz Meeting w 1984 roku w Warszawie, na Ogólnopolskich Spotkaniach Estradowych [OSET] w 1985 r. Rzeszowie, warszawskim Międzynarodowym Festiwalu Muzyki Jazzowej Jazz Jamboree w 1990 r., na Głogowskich Spotkaniach Jazzowych, za granicą – w Bułgarii, Niemczech, Rosji, Turcji, we Włoszech) oraz akompaniował solistom (m.in. na Krajowym Festiwalu Polskiej Piosenki w Opolu, Festiwalu Piosenki Radzieckiej w Zielonej Górze, a także na festiwalach w Białymstoku i we Wrocławiu). 
Współpracował m.in. z takimi wokalistami, jak Ewa Bem, Danuta Błażejczyk, Andrzej Dąbrowski, Eleni, Agnieszka Fatyga, Edyta Geppert, Krystyna Prońko, Andrzej Rosiewicz, Ryszard Rynkowski, Elżbieta Wojnowska, Andrzej Zaucha, z zespołem VOX, a także z muzykami jazzowymi, m.in.: Andrzej Jagodziński, Zbigniew Jaremko, Janusz Koman, Henryk Miśkiewicz, Zbigniew Namysłowski, Jan Ptaszyn Wróblewski.

## Dyskografia
- Big Warsaw Band in Glenn Miller World (LP, Muza)
- Summertime – The Best of George Gershwin (LP, Wifon)
- Big Warsaw Band zaprasza do tańca (LP, Wifon)
- Big Warsaw Band: Na wszystkich dworcach świata (CD, Pomaton)
- Big Warsaw Band: Sophisticated Lady (CD, Arista Koss Rec.)

## Ważniejsze utwory
- An American in Paris
- Chattanooga choo-choo
- Fascinating rhythm
- I Got Rhythm
- In the mood
- Little Brown Jug
- Oh lady be good
- Summertime